# Лепа-Вес
46°01′ пн. ш. 15°59′ сх. д. / 46.01° пн. ш. 15.98° сх. д.
Лепа-Вес (хорв. Lepa Ves) — населений пункт у Хорватії, у Крапинсько-Загорській жупанії у складі міста Доня Стубиця.

## Населення
Населення за даними перепису 2011 року становило 411 осіб.
Динаміка чисельності населення поселення:

## Клімат
Середня річна температура становить 10,05 °C, середня максимальна – 24,05 °C, а середня мінімальна – -6,33 °C. Середня річна кількість опадів – 948 мм.
| Клімат поселення                              | Клімат поселення | Клімат поселення | Клімат поселення | Клімат поселення | Клімат поселення | Клімат поселення | Клімат поселення | Клімат поселення | Клімат поселення | Клімат поселення | Клімат поселення | Клімат поселення | Клімат поселення |
| Показник                                      | Січ.             | Лют.             | Бер.             | Квіт.            | Трав.            | Черв.            | Лип.             | Серп.            | Вер.             | Жовт.            | Лист.            | Груд.            |                  |
| Середній максимум, °C                         | 5,58             | 7,62             | 11,88            | 16,18            | 21,02            | 24,05            | 23,14            | 22,61            | 18,71            | 13,65            | 8,08             | 4,18             |                  |
| Середня температура, °C                       | −0,4             | 1,66             | 5,93             | 10,25            | 15,08            | 18,08            | 19,76            | 19,22            | 15,32            | 10,25            | 4,68             | 0,78             |                  |
| Середній мінімум, °C                          | −6,33            | −4,28            | −0,02            | 4,28             | 9,11             | 12,15            | 16,37            | 15,83            | 11,93            | 6,86             | 1,29             | −2,6             |                  |
| Норма опадів, мм                              | 49               | 50               | 63               | 70               | 82               | 107              | 90               | 95               | 93               | 91               | 91               | 67               |                  |
| Середньомісячна швидкість вітру, м/с          | 1.79             | 1.98             | 2.35             | 2.30             | 2.12             | 1.90             | 1.89             | 1.70             | 1.70             | 1.75             | 1.84             | 1.82             |                  |
| Середньомісячна сонячна радіація, кДж/м²·день | 4107             | 6859             | 10504            | 14825            | 18841            | 20627            | 21570            | 18696            | 13893            | 8693             | 4546             | 3280             |                  |
| --------------------------------------------- | ---------------- | ---------------- | ---------------- | ---------------- | ---------------- | ---------------- | ---------------- | ---------------- | ---------------- | ---------------- | ---------------- | ---------------- | ---------------- |
| Джерело:                                      |                  |                  |                  |                  |                  |                  |                  |                  |                  |                  |                  |                  |                  |